# Guojiaba (köpinghuvudort i Kina, Hubei Sheng, lat 30,92, long 110,73)
Guojiaba (kinesiska: 郭家坝, 郭家坝镇) är en köpinghuvudort i Kina. Den ligger i provinsen Hubei, i den centrala delen av landet, omkring 340 kilometer väster om provinshuvudstaden Wuhan. Antalet invånare är 46 708. Befolkningen består av 22 248 kvinnor och 24 460 män. Barn under 15 år utgör 12,0 %, vuxna 15-64 år 77 %, och äldre över 65 år 10,0 %.
Runt Guojiaba är det ganska tätbefolkat, med 166 invånare per kvadratkilometer. Guojiaba är det största samhället i trakten. I omgivningarna runt Guojiaba växer i huvudsak blandskog.
Genomsnittlig årsnederbörd är 1 553 millimeter. Den regnigaste månaden är maj, med i genomsnitt 228 mm nederbörd, och den torraste är december, med 19 mm nederbörd.